# Taufschal

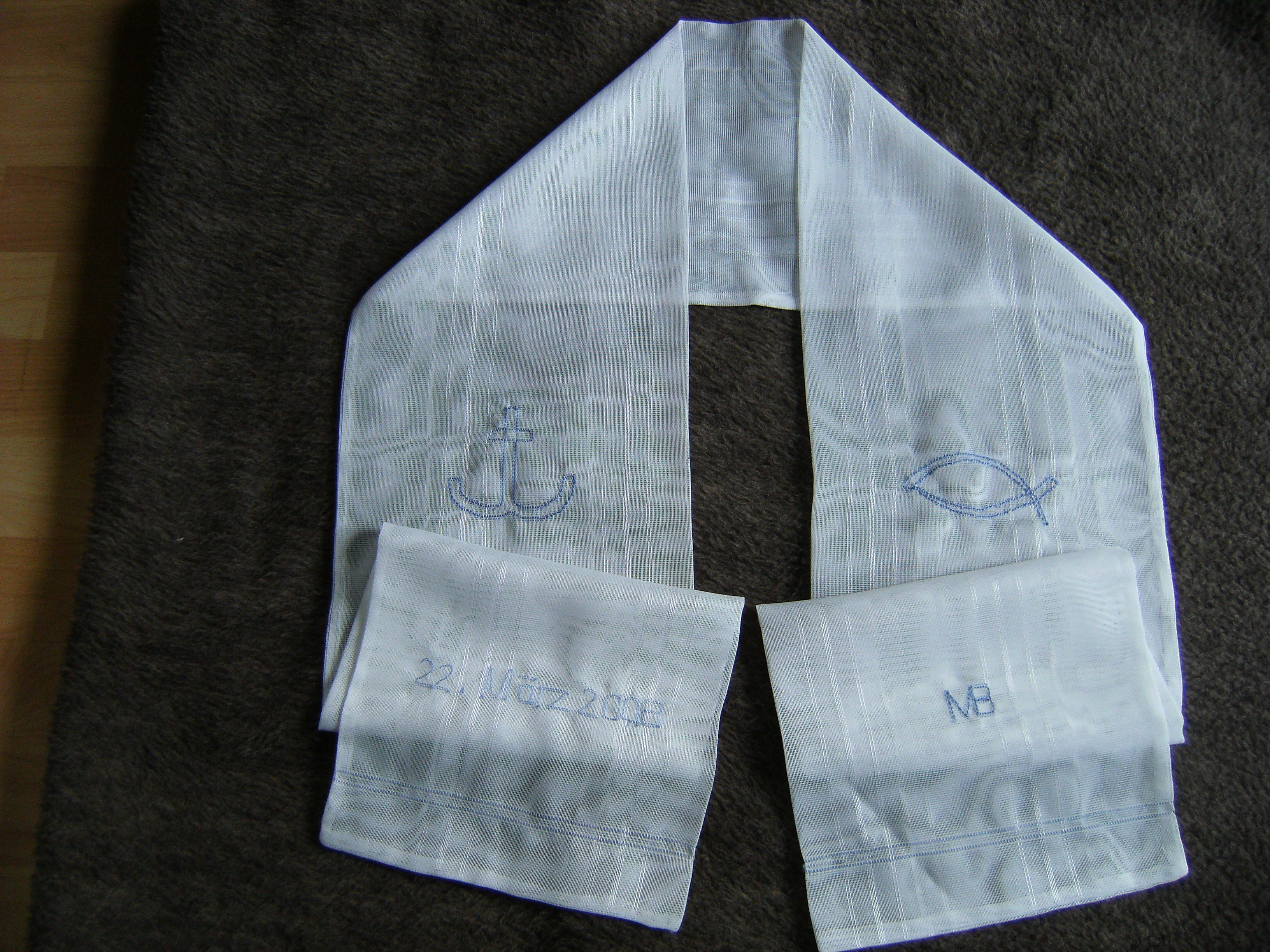
Taufschal zur Erwachsenentaufe (Karmel Regina Martyrum, Berlin 2008)

Als Taufschal wird ein weißes Kleidungsstück bezeichnet, mit dem ein Täufling nach der Taufe bekleidet wird. Das Anlegen eines weißen Gewandes gehört zu den ausdeutenden Riten bei der Taufhandlung und ist seit dem 4. Jahrhundert n. Chr. bezeugt. Das biblische Deutewort für dieses Sinnzeichen ist Gal 3,27 .
Als Alternative zum Taufkleid wird der Taufschal sowohl in der römisch-katholischen Kirche als auch in den evangelischen Landeskirchen empfohlen. Das klassische Taufkleid ist eine Bekleidung für kleine Kinder, während heute Menschen verschiedenen Alters getauft werden. Der Taufschal vereint zwei Vorteile:
- er erleichtert ein Bekleiden nach der Taufe[5] und damit die Fortführung der altkirchlichen Tradition;
- er ist unabhängig vom Taufalter bzw. der Körpergröße und kann daher wie das Taufkleid an spätere Täuflinge weitergegeben werden.

Klemens Richter zufolge hat der weiße Schal das Potential, ein liturgisches Grundgewand für alle Gottesdienstteilnehmer zu werden, das ihre aus der Taufe herrührende Befähigung zum liturgischen Handeln ausdrückt, „denn dadurch wird die Persönlichkeit nicht total überdeckt, sondern in Dienst genommen.“ Der Taufschal als christliches liturgisches Gewand sei mit dem Tallit im Judentum vergleichbar.
Auf dem Katholikentag in Dresden 1996 trugen die Teilnehmer des Ökumenischen Taufgedächtnisses weiße Schals. Eine ökumenische Arbeitsgruppe im Michaeliskloster Hildesheim erarbeitete 2011 die Liturgie für einen ökumenischen Gottesdienst mit mehreren evangelischen und römisch-katholischen Taufen und einer Tauferinnerung. Darin wird der Schal als „neues weißes Kleid“ verwendet. Allen Getauften wird ein solcher Schal umgelegt mit den Worten: „Ich lege dir den weißen Schal an. Er ist ein Zeichen dafür, daß du in der Taufe neu geschaffen wurdest und – wie die Schrift sagt – Christus angezogen hast. Bewahre diese Würde ein Leben lang bis zum ewigen Leben.“